# Cebochoeridae
Cebochoeridae — викопна родина ссавців ряду парнокопитні (Artiodactyla), яка існувала в еоцені і олігоцені 48—33 млн років тому. Представники родини мешкали на території Європи. Родина зникла в кінці олігоцену, коли Європа перестала бути ізольованою і відбулась навала сучасних родин азійського походження.

## Класифікація
Станом на 2007 рік у родині було відомо 3 роди:
- †Acotherulum Gervais, 1850
- †Cebochoerus Gervais, 1852
- †Moiachoerus Golpe-Posse, 1972